# Públio Licínio Crasso Dives (cônsul em 205 a.C.)
Públio Licínio Crasso Dives (m. 183 a.C.; em latim: Publius Licinius Crassus Dives) foi um político da família dos Crassos da gente Licínia da República Romana eleito cônsul em 205 a.C. com Cipião Africano. Foi pontífice máximo entre 213 ou 212 a.C. e sua morte. Segundo Lívio, era uma pessoa amigável, bonita e oriunda de uma distinta família plebeia que foi eleito relativamente jovem para a posição de pontífice máximo, apesar da pouca idade e de não ter sido edil curul antes.
Era um ascendente patrilinear direto de dois cônsules e censores, Públio Licínio Crasso Dives, censor em 89 a.C., e seu filho, Marco Licínio Crasso, o triúnviro, cônsul em 70 e 55 a.C. e censor em 65 a.C. que foi morto em 53 a.C. na desastrosa Batalha de Carras contra o Império Parta.

## Família
Públio Licínio Crasso era filho de Públio Licínio Varo, de ancestralidade desconhecida. É possível que ele seja descendente de Caio Licínio Varo, cônsul em 236 a.C., cujo neto era Públio Licínio Crasso e o bisneto, Públio Licínio Crasso Dives Muciano, cônsul em 175 a.C. e pontífice máximo. As ligações entre estes Licínios e o primeiro cônsul plebeu chamado Licínio e o famoso Caio Licínio Estolão são incertas. Depois de sua morte, recebeu o cognome adicional "Dives", que significa "rico", o que pode indicar que ele era particularmente rico entre os romanos da sua época. A fama de riqueza de sua família continuou por várias gerações, principalmente o triúnviro Marco Licínio Crasso, que também era chamado "Dives" e era considerado o romano mais rico de seu tempo.
Nada se sabe sobre a mãe de Licínio Crasso, sobre sua infância ou sua juventude. Ele provavelmente nasceu durante a Primeira Guerra Púnica (c. 250–245 a.C.).

## Segunda Guerra Púnica

### Pontífice máximo (212–183 a.C.)
Licínio Crasso foi mencionado pela primeira vez por Lívio depois da morte do pontífice máximo Lúcio Cornélio Lêntulo Caudino. Na eleição para o cargo, dois censores, o patrício Tito Mânlio Torquato e o plebeu Quinto Fúlvio Flaco, se viram subitamente acompanhados por Licínio Crasso, que na época concorria também para a posição de edil curul. Presumivelmente, na época, ele já era pontífice, pois não poderia ser candidato se não fosse, apesar de Lívio não mencionar nada. Surpreendentemente, os dois eminentes censores foram derrotados por um jovem virtualmente desconhecido.
Lívio não menciona detalhes desta eleição, mas menciona depois que Licínio Crasso era bonito, amigável, rico e bem conectado, o que pode tê-lo ajudado a conseguir o apoio popular. É possível também que os dois candidatos mais experientes tenham dividido entre os votos contrários, deixando escapar um candidato independente. Apesar disso, o relato afirma que ele conhecia bem a lei pontifícia e, segundo Lívio, aparece repetidamente lembrando os romanos de seus deveres religiosos (particularmente depois do fim da Segunda Guerra Púnica).
Ficou conhecido como um homem profundamente dedicado às antigas tradições, como no episódio no qual, em 209 a.C., obrigou Caio Valério Flaco a se tornar um flâmine dial contra sua vontade, e extremamente severo (certa vez, mandou espancar até a morte uma vestal que derrubou acidentalmente o fogo sagrado).

### Período intermediário (211–206 a.C.)
Depois de pontífice, Licínio Crasso foi eleito edil curul em 212/211 a.C., censor em 210 a.C, mas renunciou antes do início do lustrum quando seu colega, Lúcio Vetúrio Filão morreu. No mesmo ano, foi mestre do cavalo (magister equitum) do ditador Quinto Fúlvio Flaco. Em 208 a.C., foi eleito pretor peregrino (responsável por lidar com as controvérsias entre cidadãos e estrangeiros ou entre estrangeiros) em 208 a.C. juntamente com Públio Licínio Varo, provavelmente filho de Caio Licínio Varo, o cônsul em 236 a.C..

### Consulado (205 a.C.)
Finalmente, Licínio Crasso foi eleito cônsul em 205 a.C. juntamente com seu aliado político, Públio Cornélio Cipião Africano. Como pontífice máximo e cônsul em 205 a.C., Licínio lembrou o já idoso príncipe do senado Fábio Máximo durante um debate que ele, sendo pontífice máximo, não podia deixar a Itália enquanto seu colega, Cipião Africano, não tinha esta desvantagem. Licínio permaneceu em Brútio e continuou a perseguição a Aníbal, que na época estava encurralado no sul da Itália. Ele estava doente no final do ano e, por isso, nomeou um ditador, Quinto Cecílio Metelo, para realizar as eleições, uma vez que nenhum dos cônsules poderia estar presente.

### Procônsul (204–203 a.C.)
Licínio foi nomeado procônsul no ano seguinte e continuou no comando de seus exércitos, presumivelmente até 203 a.C., quando Aníbal evacou suas tropas da Itália e voltou para Cartago.

## Família e descendentes
Não se sabe o nome ou ascendência da esposa de Licínio Crasso, mas ele certamente tinha um filho ainda vivo quando morreu, chamado também Públio Licínio Crasso, que, segundo Lívio, organizou magníficos jogos funerários em 183 a.C. para homenagear o pai. Entre seus descendentes estão:
1. Públio Licínio Crasso, fl. 183 a.C., seu filho e pai de
1.1. Marco Licínio Crasso Agestalo, pai de
1.1.1. Marco Licínio Crasso, pretor em 107 a.C..
1.1.2. Públio Licínio Crasso Dives, cônsul em 97 a.C. e censor em 89 a.C. (m. 87 a.C.), pai de
1.1.2.1. Públio Licínio Crasso (m. c. 90 a.C. na Guerra Social)
1.1.2.2. Lúcio Licínio Crasso (m. 87 a.C.)
1.1.2.3. Marco Licínio Crasso, triúnviro (c. 115 a.C. – 53 a.C., morto pelos partas na Batalha de Carras), pai de
1.1.2.3.1. Públio Licínio Crasso (m. 53 a.C. na guerra contra os partas).
1.1.2.3.2. Marco Licínio Crasso, questor de Júlio César, pai de
1.1.2.3.2.1. Marco Licínio Crasso, cônsul em 30 a.C. e o último general romano fora da família imperial a receber um triunfo romano e, possivelmente, a spolia opima; é incerto em que medida Augusto permitiu que o evento fosse celebrado. Pai adotivo de
1.1.2.3.2.1.1. (adotivo) Marco Licínio Crasso Dives, nascido um Calpúrnio Frúgio.
Outros famosos Licínios como Lúcio Licínio Crasso, cônsul em 95 a.C., e Licínia Crassa, que casou-se sucessivamente com Quinto Múcio Cévola Pontífice e Quinto Cecílio Metelo Nepos e era mãe de Múcia Tércia, podem também ser seus descendentes.